# Maximilian von Edelsheim
Maximilian von Edelsheim, född 6 juli 1897 i Berlin, död 26 april 1994 i Konstanz, var en tysk militär. von Edelsheim befordrades till generalmajor i juni 1943 och till general i pansartrupperna i december 1944. Han erhöll  Riddarkorset av Järnkorset med eklöv och svärd i oktober 1944. von Edelsheim befann sig i amerikansk krigsfångenskap från maj 1945 till mars 1947.

## Bakgrund
Under invasionen av Polen 1939 och Slaget om Frankrike 1940 ledde von Edelsheim en cykelbataljon. Sommaren 1941, efter att operation Barbarossa inletts, ryckte han fram med sin bataljon på den centrala delen av östfronten. Den 30 juli erhöll von Edelsheim Riddarkorset och under hösten förflyttades han och hela divisionen, 1. Kavallerie-Division, hem till Tyskland för att omorganiseras till en pansardivision, 24. Panzer-Division. 
Sommaren 1942 flyttades divisionen till den södra delen av östfronten för att delta i den tyska sommaroffensiven, Operation Blå. von Edelsheim ledde ett skytte-/pansargrenadjärsregemente i divisionen och framryckte mot Voronezj och sedan Stalingrad. Hösten 1942 fick han befälet över den brigad hans regemente tillhörde. Den 8 november placerades han i befälsreserven och lämnade fronten. För sina insatser som regementesbefälhavare erhöll von Edelsheim den 23 december 1942 eklöven till sitt riddarkors. 
I januari 1943 utbildades von Edelsheim till divisionsbefälhavare och fick den 1 mars befälet över en ny division med namnet 24. Panzer-Division, som formerades i Frankrike efter att den äldre divisionen med samma namn kapitulerat i Stalingrad. Under sensommaren förflyttades divisionen till norra Italien och i november vidare till den södra delen av östfronten, där den utkämpade hårda strider.
Den 1 augusti 1944 lämnade von Edelsheim sin division och placerades i befälsreserven. Tjugo dagar senare fick han befälet över XXIV. Panzerkorps som stred i södra Polen. En månad senare fick han istället ta över XXXXVIII. Panzerkorps som hade satts in i samma område. 
von Edelsheim lämnade sitt befäl den 3 maj 1945 och avslutade kriget med att leda och organisera kapitulationen av förband inom 12. Armee till amerikanska styrkor. Den 7 maj gick han själv i amerikansk krigsfångenskap. Han frisläpptes i mars 1947.

## Befäl
- Bataljonschef för 1. motorcykelbataljonen vid 6. kavalleriregementet: november 1938 – september 1941
- 22. kavalleriregementet: september – december 1941
- 26. skytteregementet: december 1941 – oktober 1942
- 20. pansargrenadjärbrigaden: oktober – november 1942
- kommenderad till divisionschefsutbildning: januari – februari 1943
- 24. Panzer-Division: juni 1943 – september 1944
- XXXXVIII. Panzerkorps: september 1944 – maj 1945
- Chef för kapitulationsförhandlingsdelegationen för 12. Armee

## Utmärkelser

### Första världskriget
- Järnkorset av andra klass – 27 november 1915
- Järnkorset av första klass – 26 oktober 1918
- Hederskorset för frontsoldater –

### Andra världskriget
- Järnkorset av andra klass – 19 september 1939
- Järnkorset av första klass – 14 oktober 1939
- Riddarkorset – 30 juli 1941
  - Med eklöven – 23 december 1942
  - Med svärden – 23 oktober 1944
- Mikael den tappres orden, klass III – 30 maj 1944
- Nämnd i Wehrmachtbericht 21 februari 1944, 28 augusti 1944 samt 17 oktober 1944

### Webbkällor
- Miller, Michael D. & Collins, Gareth. ”General der Panzertruppe Maximilian Reichsfreiherr von Edelsheim” (på engelska). Axis Biographical Research. Arkiverad från originalet den 31 juli 2014. https://archive.today/20140731200816/http://www.geocities.com/~orion47/WEHRMACHT/HEER/General/EDELSHEIM_MAXIMILIAN.html. Läst 31 juli 2014.
- Lexikon der Wehrmacht